# うさぎ座AF星
うさぎ座AF星（HD 35850としても知られる）は、太陽系からうさぎ座の方向に87.5光年 (26.8 pc)離れた位置にあるF型主系列星である。
見かけの等級は6.3で、理想的な条件下での肉眼の観測における限界に近い。一部の研究では、0.021天文単位離れた位置に伴星が存在する連星であると考えられているが、他の研究では連星である証拠は示されておらず、想定される連星は恒星黒点の存在に起因するアーチファクトである可能性があることが言及されている。

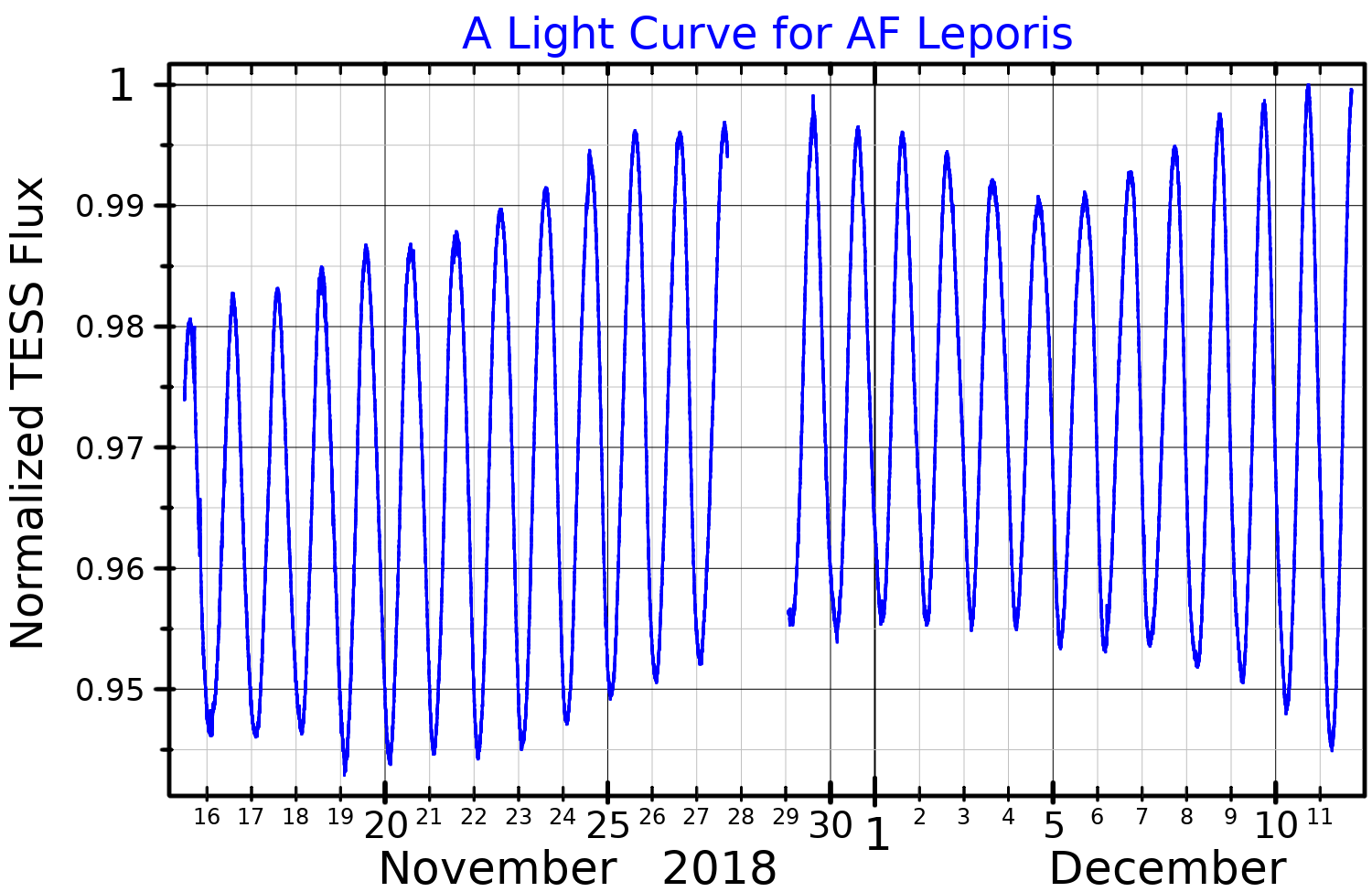
TESSデータからプロットされたうさぎ座AF星の光度曲線

うさぎ座AF星は、約2400万年の天文学的に若い年齢であり、Beta Pictoris moving groupに属している。星周円盤と1つの既知の太陽系外惑星を持っている。

## 惑星系
2023年、W・M・ケック天文台のNIRC2機器と超大型望遠鏡VLTのSPHERE機器を使用して、直接撮像法によりうさぎ座AF星の周囲を公転する巨大ガス惑星うさぎ座AF星bが発見された。また、ヒッパルコスおよびガイアからのデータでも検出され、その質量の正確な測定が可能となった。
うさぎ座AF星bは複数の研究があり、これらは多少異なるパラメーターを発見した。ある研究では、直接撮像に基づいて予測質量よりもやや低い3.2+0.7
−0.6 MJの質量を持っているとされたが、別の研究では5.5 MJとされ、光度測定質量の推定値と一致している。前者の研究では、50°+9°
−12°の軌道傾斜角を持ち、54°+11°
−9°の恒星の傾斜角と一致し、整列した惑星系であることを示唆しているが、後者の研究では82°+22°
−23°であるとされている。
すべての研究で、惑星の軌道はかなり離心率が高いことが判明した。

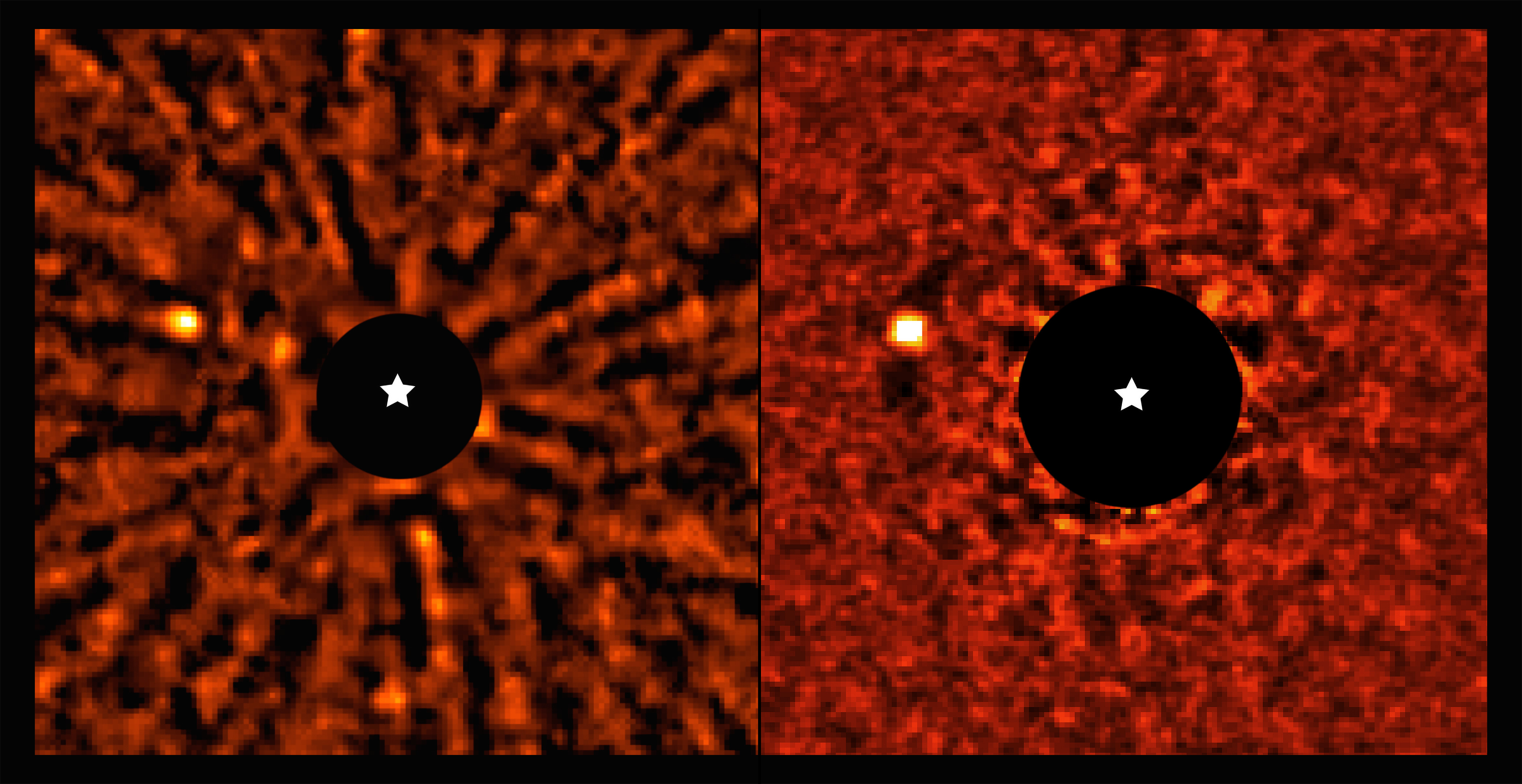
超大型望遠鏡VLTのSPHERE機器によるうさぎ座AF星bの2つの画像

| 名称 （恒星に近い順） | 質量                 | 軌道長半径 （天文単位） | 公転周期 (年) | 軌道離心率      | 軌道傾斜角 | 半径         |
| --------------------- | -------------------- | ----------------------- | ------------- | --------------- | ---------- | ------------ |
| b                     | 5.237+0.085 −0.10 MJ | 7.99+0.85 −0.92         | 20.6+3.4 −3.5 | 0.47+0.17 −0.13 | 50+9 −12°  | 1.28±0.01 RJ |
| 塵円盤                | 46±9 au              | 46±9 au                 | 46±9 au       | 46±9 au         | —          | —            |